# Distrito electoral de South Sheridan (condado de Sheridan, Nebraska)
South Sheridan (en inglés: South Sheridan Precinct) es un distrito electoral ubicado en el condado de Sheridan en el estado estadounidense de Nebraska. En el Censo de 2010 tenía una población de 546 habitantes y una densidad poblacional de 0,16 personas por km².

## Geografía
South Sheridan se encuentra ubicado en las coordenadas 42°15′47″N 102°22′44″O / 42.26306, -102.37889. Según la Oficina del Censo de los Estados Unidos, South Sheridan tiene una superficie total de 3321.72 km², de la cual 3251.04 km² corresponden a tierra firme y (2.13%) 70.66 km² es agua.

## Demografía
Según el censo de 2010, había 546 personas residiendo en South Sheridan. La densidad de población era de 0,16 hab./km². De los 546 habitantes, South Sheridan estaba compuesto por el 93.22% blancos, el 0.37% eran afroamericanos, el 2.2% eran amerindios, el 0.18% eran asiáticos, el 0% eran isleños del Pacífico, el 0.37% eran de otras razas y el 3.66% pertenecían a dos o más razas. Del total de la población el 0.92% eran hispanos o latinos de cualquier raza.